# Maryla Sitkowska
Maria Ludwika (Maryla) Sitkowska (ur. 25 sierpnia 1951 w Mińsku Mazowieckim) – polska historyczka i krytyczka sztuki współczesnej, kuratorka wielu wystaw, redaktorka publikacji o sztuce, muzealnik.

## Życiorys
W 1974 ukończyła studia w Instytucie Historii Sztuki Uniwersytetu Warszawskiego. Od 1975 pracowała w Gabinecie Grafiki i Rysunków Współczesnych Muzeum Narodowego w Warszawie, w latach 1990-2013 kierowała Muzeum Akademii Sztuk Pięknych w Warszawie, w 2013 przeszła na emeryturę.
Była autorką wielu wystaw i towarzyszących im katalogów. Do 1990, w ramach pracy w Muzeum Narodowym w Warszawie zorganizowała i opublikowała m.in. katalogi Wiktoria Goryńska (1977), Wiktor Podoski (1979), Andrzej Jurkiewicz (1980), Oblicza socrealizmu (1987, z Anną Zacharską). W latach 1987–1991 współpracowała z Andrzejem Bonarskim, opracowując większość katalogów jego wystaw, w tym Co słychać. Sztuka najnowsza (wystawa: 1987, książka: 1989), Polak Niemiec Rosjanin (wystawa wg własnego scenariusza, 1989); podsumowaniem współpracy przy "wystawach Bonarskiego" była wystawa i katalog To było tak... Obrazy z kolekcji Barbary i Andrzeja Bonarskich (2002). W latach 90. opublikowała źródłowe opracowania (którym towarzyszyły wystawy): Jacek Sempoliński. Miejsce zwane Czaszką (1990), Gruppa1982-1992 (1992), Sigma Galeria Repassage Repassage 2 Re'Repassage (1993), Piwna 20/26 Emilii i Andrzeja Dłużniewskich (1994), Miłosz Benedyktowicz (1995). W ramach obchodów 100-lecia Akademii Sztuk Pięknych w Warszawie była współautorką dwóch wiodących wystaw i redaktorką monumentalnych katalogów: Powinność i bunt. ASP w Warszawie 1944–2004 (2004, z Grzegorzem Kowalskim) i Sztuka wszędzie. ASP w Warszawie 1904–1944 (2012) Uwieńczeniem jej wieloletnich badań nad twórczością Władysława Skoczylasa było opublikowanie katalogu oeuvre artysty i zorganizowanie cyklu jego wystaw w 2015-2016. Ponadto opublikowała m.in. Sztuka młodych 1975-1980 (1987), Krzysztof M. Bednarski. Pasaż przez sztukę (2009) oraz wiele haseł i biogramów w publikacjach słownikowych, m.in. Słownik sztuki XX wieku (1998), Słownik malarzy polskich. Tom II: od dwudziestolecia międzywojennego do końca XX wieku (2001), portal culture.pl (od 2002).
Jest członkiem Stowarzyszenia Historyków Sztuki i Międzynarodowego Stowarzyszenia Krytyków Sztuki AICA. 
Jest laureatką Nagrody Krytyki Artystycznej im. Jerzego Stajudy (1994) i Nagrody im. Cypriana Kamila Norwida (2005). W 2012 otrzymała Srebrny Medal „Zasłużony Kulturze Gloria Artis”.